# Тартацька сільська рада (Чечельницький район)
| Тартацька сільська рада — колишній орган місцевого самоврядування у Чечельницькому районі Вінницької області з адміністративним центром у с. Тартак. Сільській раді підпорядковані населені пункти: - с. Тартак - с. Анютине |

## Склад ради
Рада складається з 16 депутатів та голови.

## Керівний склад сільської ради
| ПІБ                        | Основні відомості                                                                     | Дата обрання | Дата звільнення |
| -------------------------- | ------------------------------------------------------------------------------------- | ------------ | --------------- |
| Гоменюк Віктор Олексійович | Сільський голова, 1954 року народження, освіта, безпартійний                          | 26.03.2006   | 31.10.2010      |
| Гоменюк Віктор Олексійович | Сільський голова, 1954 року народження, освіта середня загальна, член Партії регіонів | 31.10.2010   |                 |

Примітка: таблиця складена за даними джерела